# تبادل اطلاعات سلامت (HIE)
تبادل اطلاعات الکترونیکی سلامت (HIE) گردآوری اطلاعات مراقبت‌های بهداشتی از طریق الکترونیکی در سراسر سازمان‌ها در یک منطقه، جامعه یا سیستم‌های بیمارستان است. در عمل، اصطلاح HIE ممکن است به سازمان اطلاعات سلامت (HIO) که تبادل اطلاعات را تسهیل می‌کند نیز اشاره داشته باشد.
HIE به پزشکان، پرستاران، داروسازان، سایر ارائه دهندگان خدمات درمانی و بیماران اجازه می‌دهد به‌طور مناسب دسترسی و ایمن، اطلاعات پزشکی حیاتی بیمار را به صورت الکترونیکی به اشتراک بگذارند-سرعت، کیفیت، ایمنی و هزینه مراقبت از بیمار را بهبود می‌بخشد.
HIE توانایی انتقال اطلاعات بالینی بین سیستم‌های اطلاعاتی مختلف سلامت را به صورت الکترونیکی فراهم می‌کند. هدف از HIE تسهیل دسترسی و بازیابی داده‌های بالینی برای ارائه مراقبت‌های ایمن‌تر، به موقع‌تر، کارامدتر، موثرتر و عادلانه‌تر بیمار محور است که ممکن است در تجزیه و تحلیل سلامت مردم برای مقامات بهداشت عمومی مفید باشد.
سیستم‌های HIE تلاش‌های پزشکان و متخصصان بالینی را برای برآورده کردن استانداردهای بالای مراقبت بیمار از طریق مشارکت الکترونیکی در تداوم مراقبت بیمار با ارائه دهندگان متعدد خدمات سلامت تسهیل می‌کند. مزایای ارائه مراقبت‌های بهداشتی ثانویه شامل کاهش هزینه‌های مرتبط با موارد زیر است:
- چاپ دستی، اسکن و فکس اسناد، از جمله هزینه‌های کاغذ و جوهر، و همچنین تعمیر و نگهداری ماشین آلات اداری مرتبط
- ارسال فیزیکی نمودارها و سوابق بیمار و ارتباط تلفنی برای تأیید تحویل ارتباطات سنتی، ارجاعات و نتایج آزمایش
- زمان و تلاش برای بازیابی اطلاعات از دست رفته بیمار، از جمله تکرار آزمایش‌های مورد نیاز برای بازیابی چنین اطلاعاتی